# Sony Hit-Bit 20
Sony Hit-Bit 20 (Hit-Bit 20) је кућни рачунар фирме Сони (Sony) који је почео да се производи у Јапану током 1984. године.
Користио је Zilog Z80A микропроцесорску јединицу а RAM меморија рачунара је имала капацитет од 64 KB. 
Као оперативни систем кориштен је MSX DOS.

## Детаљни подаци
Детаљнији подаци о рачунару Hit-Bit 20 су дати у табели испод.
|                       |                                                                                            |
| [ 1 ]                 |                                                                                            |
| Произвођач            | Сони                                                                                       |
| Тип                   | кућни рачунар                                                                              |
| Меморија              | 64 KB                                                                                      |
| Поријекло             | Јапан                                                                                      |
| Година                | 1984                                                                                       |
| Тастатура             | тастатура са пуним помаком тастера, 70 тастера (укључујући 5 F-тастера и 4 тастера смјера) |
| Процесор              |                                                                                            |
| Фреквенција процесора | 3,58                                                                                       |
| RAM                   | 64 KB                                                                                      |
| ROM                   | 32 BASIC/BIOS (MSX BASIC V1.0)                                                             |
| Текст                 | мод 0: 40 x 24                                                                             |
| Графика               | мод 2: 256 x 192 са 16 боја (висока резолуција)                                            |
| Боја                  | 16                                                                                         |
| Звук                  | General Instruments AY-3-8910 програмибилни генератор звука                                |
| Димензије             | 50 (ширина) x 18 (дубина) x 5 (висина) .                                                   |
| Портови               |                                                                                            |
| Оперативни систем     |                                                                                            |